# Эггер, Эмиль
Огюст Эми́ль Эгге́р (фр. Auguste Émile Egger; 18 июля 1813 года, Париж — 30 августа 1885 года, Руайя) — французский эллинист австрийского происхождения.
В 1839 году стал в Нормальной школе преподавателем всеобщей и сравнительной грамматики. Позже был профессором греческого языка в Сорбонне и членом Высшего совета по народному образованию. Член Академии надписей и изящной словесности (1854). 3 декабря 1876 года был избран членом-корреспондентом Петербургской академии наук

## Творчество
Приобрёл известность изданиями Варрона (Париж, 1837), Лонгина (П., 1837), фрагментов Феста и Веррия Флакка (П., 1839).
Главные его труды:
- "Очерк истории древнегреческой критики " (Essai sur l’histoire de la critique chez les Grecs, Париж, 1849);
- «Notions élémentaires de grammaire comparée» (1852; 8-е изд., 1880);
- «Apollonius Dyscole, essai sur l’histoire des théories grammaticales dans l’antiquité» (1854);
- «Mémoires de littérature ancienne» (1862);
- «Mémoires d’histoire ancienne et de philologie» (1863);
- «Études historiques sur les traités publics chez les Grecs et les Romaines» (1866);
- «Le recueil des papyrus grecs du Louvre» (1866; в сотрудничестве с В. Брюне-де-Прель);
- «Эллинизм во Франции» (L’Hellénisme en France, 1869);
- «Наблюдения и размышления о развитии интеллекта и языковых навыков у детей» (Observations et réflexions sur le développement de l’intelligence et du langage chez les enfants, 1879);
- «История книги от её появления до наших дней» (Histoire du livre depuis ses origines jusqu’aux nos jours, 1880; перевод на русский язык в 1882 и 1900 г., но без предисловия автора[2]).